# Shango (araña)
Shango capicola es una especie de araña araneomorfa de la familia Dictynidae. Es la única especie del género monotípico Shango.  

## Distribución
Es originaria de Sudáfrica.